# Vunapope
Vunapope ist ein Stadtteil von Kokopo in East New Britain Province (E.N.B.P.), Papua-Neuguinea. Hier liegt die größte katholische Missionsstation mit verschiedenen Konvents in Melanesien. 
Kokopo ist seit 2005 die Provinzhauptstadt von E.N.B.P.
In Vunapope, dem 1 km vom Ortszentrum entfernten Stadtteil, liegen auch das St. Mary´s Hospital Vunapope, ein Krankenhaus mit verschiedenen Abteilungen, welches als Health Centre bereits seit 1930 existiert. Seitdem waren verschiedene Male Ärzte über jeweils mehrere Jahre aus Deutschland hier tätig. Dies hängt mit der Tatsache zusammen, dass Kokopo, das frühere Herbertshöhe, 1899–1910 Verwaltungssitz von Deutsch-Neuguinea war. Das Krankenhaus hat einen überregionalen Ruf, Patienten kommen auch aus benachbarten Provinzen. Neben sechs Ärzten halten 80 Schwestern und Pfleger den Betrieb am Laufen. In Vunapope befinden sich neben der Mission, der Kathedrale und dem Missionskrankenhaus auch zahlreiche große Geschäfte, ein Sportplatz, große Schiffsanleger, ein Hubschrauberlandeplatz und mehrere größere Kokosplantagen. In der Vunapope-Mission wurde in der Kolonialzeit die einzige deutsch-basierte Kreolsprache Unserdeutsch entwickelt.
Am 29. September 2008 wurde in Vunapope eine neue Kathedrale des Erzbistums Rabaul durch Erzbischof Karl Hesse eingeweiht, in der bis zu 1400 Gläubige auf 2000 m² Grundfläche Platz finden.

## Persönlichkeiten
- Roland Vunuvung (* 1959), römisch-katholischer Bischof von Kavieng